# Michail Wassiljewitsch Pletnjow

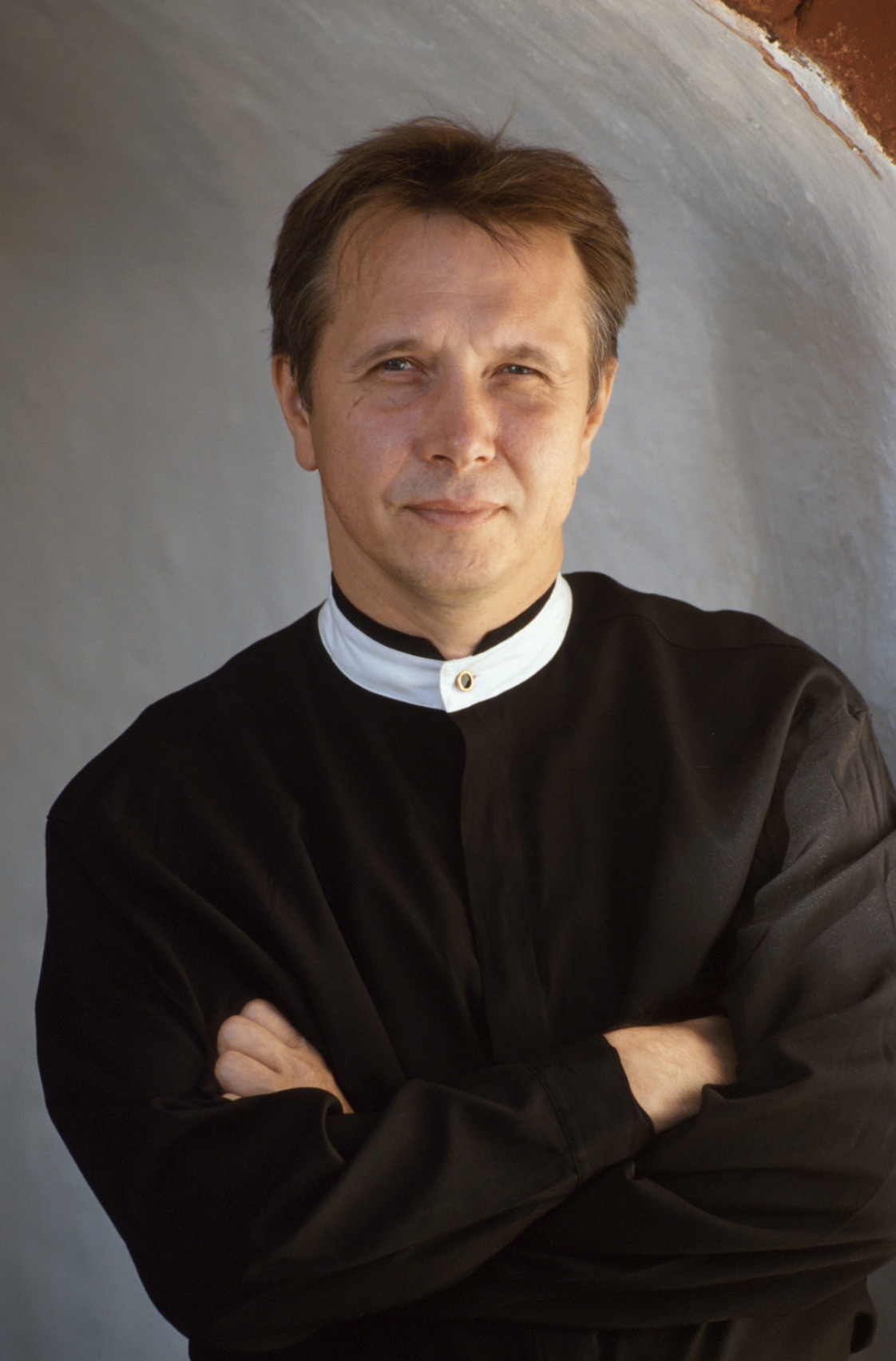
Michail Pletnjow (2007)

Michail Wassiljewitsch Pletnjow (russisch Михаил Васильевич Плетнёв, wiss. Transliteration Michail Vasil’evič Pletnëv, international Mikhail Pletnev; * 14. April 1957 in Archangelsk, Russische SFSR, Sowjetunion) ist ein russischer Pianist, Komponist und Dirigent.
Michail Pletnjow gewann 1978 mit 21 Jahren den ersten Preis beim Tschaikowski-Wettbewerb in Moskau. Seine Diskografie umfasst über 100 Aufnahmen, die Fachpresse weist einigen Solo-, Kammermusik- und Orchestereinspielungen Referenzstatus zu.
Pletnjows Kompositionen wurden von Martha Argerich, Juri Baschmet, Michael Collins, Steven Isserlis, Kirill Gerstein, Daniil Trifonow und dem Russischen Nationalorchester (RNO) uraufgeführt. Seine Klavier-Transkriptionen aus Tschaikowskis Ballettsuiten Der Nussknacker und Dornröschen haben einen festen Platz im Repertoire der Konzertpianisten. Pletnjows eigene Einspielungen dieser Werke sind Bestandteil der Philips-Edition Die großen Pianisten des 20. Jahrhunderts. Für die Aufnahme seiner Arrangements aus Prokofjews Ballett Cinderella für zwei Klaviere erhielt er mit seiner Duettpartnerin Argerich einen Grammy Award.
Neben seiner pianistischen Solokarriere gründete Pletnjow 1990 mit dem RNO eines der ersten nichtstaatlich finanzierten Sinfonieorchester der postsowjetischen Ära. Unter Pletnjows Chefdirigat und künstlerischer Leitung wurde es zu einem weltweit anerkannten Klangkörper. Das RNO wurde als erstes Orchester der russischen Orchestergeschichte mit einem Grammy Award ausgezeichnet. Pletnjow ist Träger des Europäischen Dirigentenpreises.

## Biografie

### Kindheit
Michail Pletnjow wurde als Einzelkind des Musikerehepaares Olga Dmitrijewna und Wassili Pawlowitsch Pletnjow geboren. Die Mutter war ausgebildete Pianistin, der Vater Absolvent der Musikhochschule Jaroslawl und des Gnessin-Instituts Moskau. Kurz nach der Geburt Pletnjows zog die Familie nach Saratow und weiter nach Kasan. Am dortigen Konservatorium gründete Pletnjows Vater 1962 die Fakultät für Volksmusikinstrumente und war bis 1973 Leiter der Nationalen Bajanschule. Olga Dmitrijewna Pletnjowa arbeitete als Korrepetitorin an den Fakultäten Gesangskunst und Volksinstrumente und war Konzertmeisterin am Tatarischen Staatsoper & Ballett-Theater, benannt nach Musa Cälil. Michail Pletnjow zeigte schon früh musikalisches Talent und wurde von seiner Mutter, die er täglich ans Konservatorium begleitete, spielerisch gefördert. Er versuchte sich an verschiedenen Instrumenten, hörte den Musikern des Konservatoriums zu und imitierte den Orchesterdirigenten Natan Rachlin während dessen Proben. Pletnjow erinnert sich rückblickend an eine ungezwungene und glückliche Kindheit.

### Ausbildung und Klavierwettbewerbe

#### Musikschulen
Mit sieben Jahren begann Pletnjow seine Klavierausbildung an der Schule für Hochbegabte am Kasaner Konservatorium bei Kira Alexandrowna Schaschkina. Mit 13 Jahren bestand er die Aufnahmeprüfung der Zentralen Musikschule Moskau am dortigen Tschaikowski-Konservatorium – unter anderem nach dem Vortrag einer selbst komponierten Sonatine – und wurde Schüler von Jewgeni Timakin. Die herausragenden pädagogischen Fähigkeiten Timakins beschreibt Pletnjow als „genial“ und bemerkt scherzhaft „Ich kam mit Dreizehn nach Moskau und konnte noch nicht wirklich spielen, aber er hat mir eine fabelhafte Technik beigebracht. Ich glaube, wenn er zwei Jahre einen Elefanten oder einen Affen unterrichtet, dann können die so perfekt spielen wie alle anderen seiner Schüler,“ zu denen zum Beispiel Ivo Pogorelich, Vladimir Feltsman und Olga Kern zählen.

#### Student des Moskauer Konservatoriums

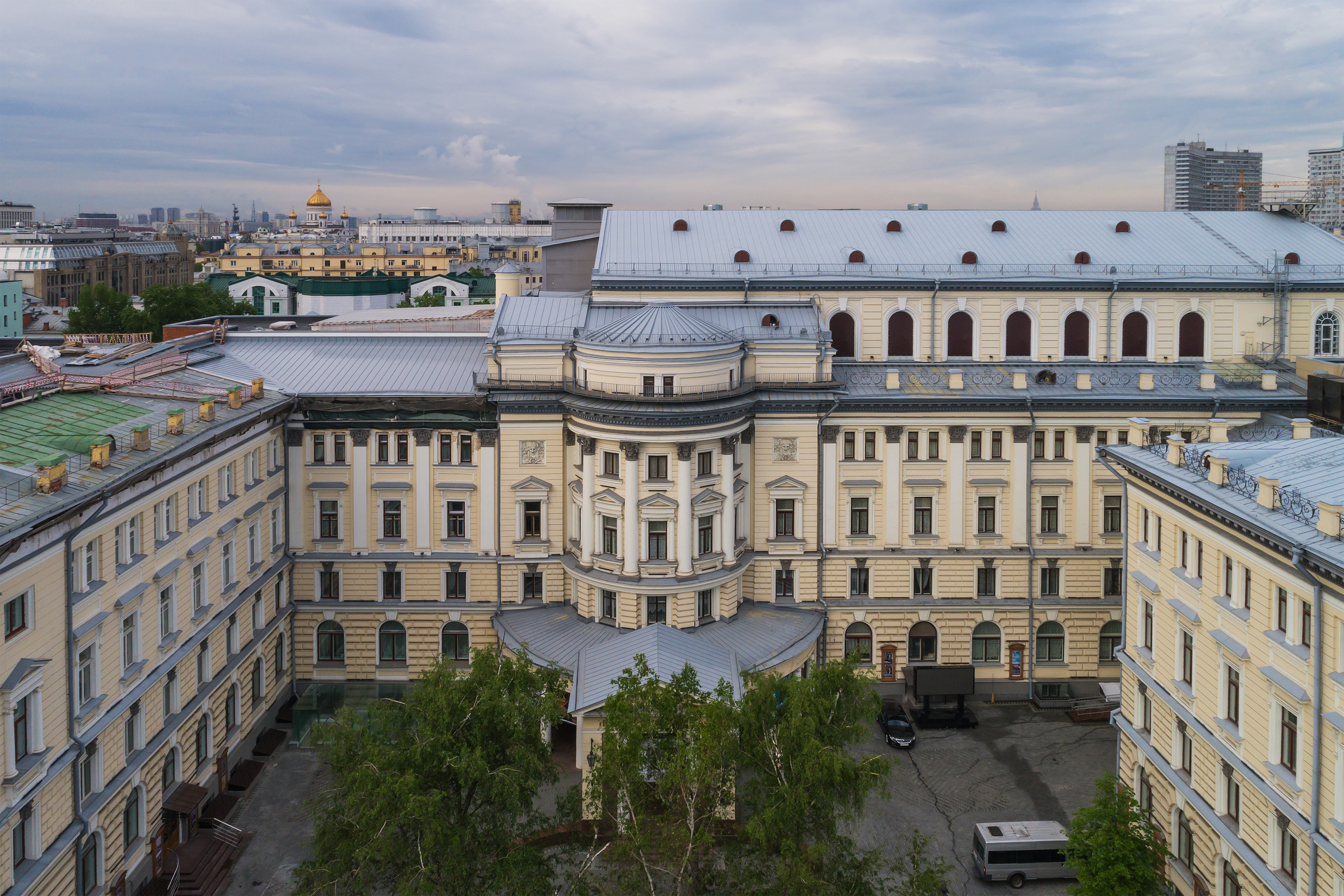
Moskauer Konservatorium (2017)

Nach seinem ersten Erfolg 1973 beim Internationalen Jugend-Musikwettbewerb der Jeunesses Musicales International in Paris wechselte Pletnjow 1974 an das Moskauer Konservatorium, um bei Albert Leman Komposition und in der Meisterklasse von Jakow Flier Klavier zu studieren. Pletnjow, über dessen außergewöhnlich schnelle Auffassungsgabe, enorme Merkfähigkeit und autodidaktischen Fähigkeiten die Kommilitonen Alexander Bruni und Dang Thai Son anekdotisch berichten, war ein unbequemer Student. „Ich wollte nie machen, was man mir diktiert, ich wollte immer sprechen, diskutieren, mich mit dem Lehrer auseinandersetzen.“ Flier, für den Pletnjow größte Bewunderung hegte und hegt, äußerte dementsprechend, dass er für eine Stunde mit diesem jungen Mann so viel Kraft und Nerven wie für zwei Solo-Konzerte benötigte.
Pletnjow gewann 1977 den sowjetischen All-Union-Wettbewerb in Leningrad und erlangte dadurch Bekanntheit. Nach dem krankheitsbedingten Tod Fliers im Dezember 1977 wechselte er in die Klasse von Lew Wlassenko. In der Saison 1977/78 debütierte er als Dirigent mit seiner Komposition Fantasie über ein kasachisches Thema in Jaroslawl, Minsk und Kasan.

#### Tschaikowski-Wettbewerb
Im Juli 1978 gewann Pletnjow den ersten Preis beim renommierten und international beachteten Tschaikowski-Wettbewerb in Moskau. Das Jury-Mitglied Eugene List lobte anschließend öffentlich Pletnjows hohe musikalische Intelligenz und Weitsicht. Er spiele nicht nur mit Verstand, Pletnjows Vorträge hätten diese Ausgewogenheit zwischen Kopf und Herz, die so wichtig für Musiker sei. Beim Preisträgerkonzert zeigte Pletnjow neben seiner pianistischen Brillanz alles was ihn auch in späteren Jahren auszeichnen sollte: die Aufmerksamkeit des Publikums auf Werke abseits des Standardrepertoires zu lenken und sein Selbstverständnis als Musiker, wonach jeder Interpret komponieren sollte, um mehr Verständnis für die Werke anderer Komponisten zu erlangen. Neben Tschaikowskis unvollendeter Romance in f-Moll op. 5 brachte er drei seiner Klavier-Transkripte aus der Ballettsuite Der Nußknacker, die bereits im Februar 1978 für das Plattenlabel Melodija aufgezeichnet worden waren, zum Vortrag.
1979 schloss Pletnjow sein Studium erfolgreich ab und wurde 1981 nach Beendigung eines Graduiertenstudiums Solist der staatlichen Konzertagentur Goskonzert. Zeitgleich begann er am Moskauer Konservatorium als Assistent von Wlassenko Klavier zu unterrichten – soweit es seine nationalen und internationalen Konzertverpflichtungen zuließen. Zu Pletnjows Schülern gehören unter anderen Sergei Babayan, Lev Vinocour, Aleksandra Žvirblytė und Justas Dvarionas.

### Beginn der musikalischen Karriere

#### Internationale Bühnen
Nach dem Gewinn des Tschaikowski-Wettbewerbs und einer anschließenden Konzerttournee durch die Sowjetunion stellte sich Pletnjow nach und nach auf internationalen Bühnen vor. Am 14. Januar 1979 debütierte er im Rahmen seiner ersten westdeutschen Tournee mit dem Rundfunk-Sinfonieorchester der UdSSR unter Wladimir Fedossejew in Viersen, anschließend in Bielefeld, Kassel, Hoechst, Nürnberg und Augsburg. Im Juli des gleichen Jahres spielte er erstmals in den Vereinigten Staaten beim Newport Music Festival, Rhode Island zusammen mit den 1978er Preisträgern Elmar Oliveira und Nataniel Rosen der Sparten Violine und Violoncello.
Als Pletnjow im Februar 1982 als Ersatz für Andrei Gawrilow zum ersten Mal in Frankfurt, Stuttgart und München als Solist konzertierte, war das Interesse am „Geheimtipp unter Freunden virtuoser Klaviermusik“ groß. Nicht zuletzt, da Pletnjows vorgelegte Langspielplatten überschwängliche Kritiken erhalten hatten. Die Tournee war ein Erfolg, das Publikum hingerissen. Pletnjow selbst konnte den „prasselnden Beifall gar nicht fassen“ und die Musikkritik erging sich angesichts seiner „virtuosen Vitalität“ in Superlativen.
Konzertauftritte Pletnjows blieben dennoch „außerhalb der sowjetischen Einflusssphäre“ auf Veranlassung der Goskonzert, die sich auch in das Konzertprogramm einmischte, selten und wurden phasenweise ganz ausgesetzt. Das Interesse an Pletnjow, dem interpretatorisch eine „intellektuelle Verhaltenheit“ und spieltechnisch eine „pianistische Über-Potenz“ zugesprochen wurde, blieb hoch – ungeachtet seiner zeitweiligen Bühnenabstinenz und der jenseits des Eisernen Vorhangs nur in geringem Umfang erhältlichen Tonträger. Grund hierfür waren Rundfunk-Konzertübertragungen, die nicht nur die „Weite seines Repertoires“ verdeutlichten, sondern Potential zeigten, wie vormals „bei Michelangeli und Horowitz zu klaveristischen Kultplatten aufbereitet“ zu werden.
Angesprochen auf seine steile Karriere nach dem Tschaikowski-Wettbewerb, bemerkte Pletnjow: „Aber keine schnelle.“ Der Wettbewerb habe ihm „sehr geholfen, aber es gab da noch die Probleme mit der sowjetischen Politik. Herr Breschnew wollte nicht, daß ich im Westen spiele. Deshalb hat meine Karriere zunächst stagniert“. Pletnjow ergänzt zu diesem Lebensabschnitt lakonisch: „Ich blieb zu Hause“ und „habe ein bißchen komponiert, ein bißchen Klavier gespielt, ein bißchen dirigiert und ein bißchen Musikprofessor gespielt.“ Die Möglichkeit, sich mit Musik „in jeder Form“ zu beschäftigen, sei „nicht schlecht“ für ihn gewesen.

#### Sowjetunion

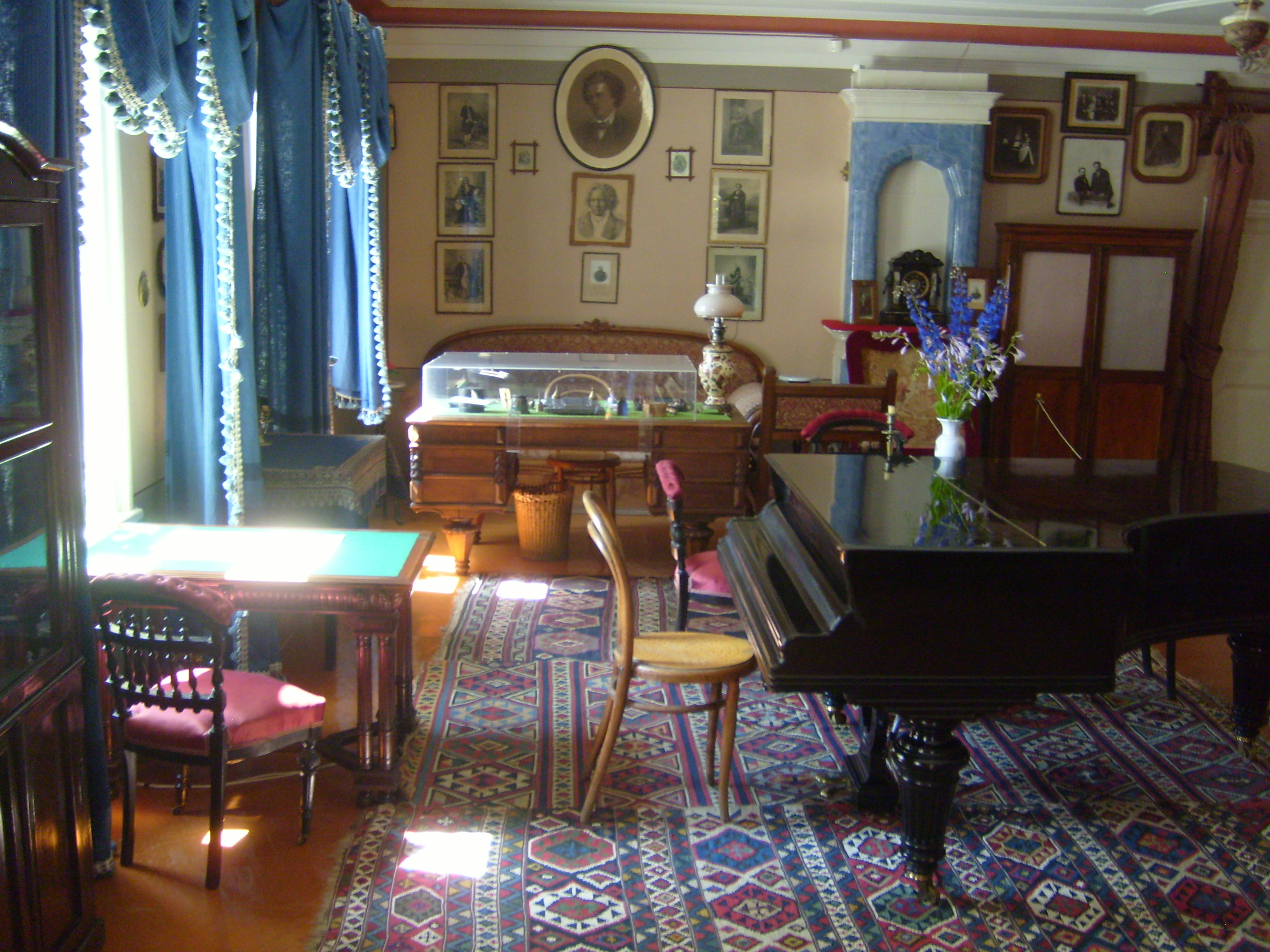
Tschaikowskis Flügel in Klin (2011)

Pletnjow konzertierte in den 1980er Jahren häufig in Moskau und trug Klavierwerke von Tschaikowski vor. Seine Interpretationen verweigerten sich der damals üblichen „bombastisch“ romantisierten Aufführpraxis und zeigten Züge „Mahlerischer Zerissenheit“ – „kühn, bedrohlich, unerbittlich.“ Der Pianist Babayan erinnert sich, dass dies „tatsächlich eine Tschaikowski-Renaissance“ auslöste. Er erläutert: Pletnjow „war ein Glücksfall, der Tschaikowski für uns neu eröffnete“. 1986 lud Vladimir Horowitz anlässlich seiner Russland-Tournee Pletnjow ein, mit ihm das Tschaikowski-Museum in Klin zu besuchen und auf Tschaikowskis Klavier zu spielen. Im Dezember 1986 notierte Swjatoslaw Richter in sein Tagebuch, wie „außerordentlich talentiert“ Pletnjow sei. Dieser hatte auf Richters Festival Dezembernächte im Puschkin-Museum Tschaikowski-Werke vorgetragen.
Am 1. Juni 1990 gestaltete Pletnjow zusammen mit dem Tenor Zurab Sotkilawa das künstlerische Rahmenprogramm des Empfangs George Bushs durch Michail Gorbatschow in der sowjetischen Botschaft, Washington, D.C., anlässlich des sowjet-US-amerikanischen Gipfeltreffens.

### Internationale Anerkennung
1990 gründete Pletnjow das RNO und ist neben seiner pianistischen Karriere als Komponist in Erscheinung getreten.

#### Grammy Award und mediale Präsenz

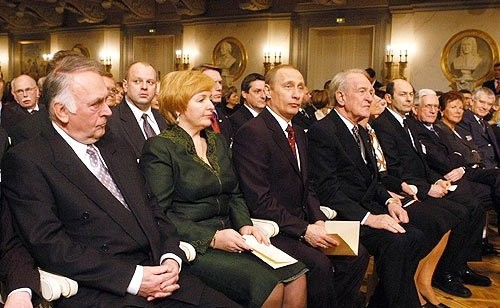
Eröffnungskonzert der Russisch-Deutschen Kulturbegegnungen (2003)

2002 widmete Pletnjow sein Arrangement der Ballett-Konzertsuiten aus Prokofjews Cinderella zu zwei Klavieren Martha Argerich. Die international beachtete Premiere durch Argerich und Pletnjow, „den zwei großen Pianisten unserer Zeit“, fand am 30. Juni 2002 beim erstmals stattfindenden Festival Progetto Martha Argerich in Lugano mit überwältigendem Erfolg statt. Die Musikkritik urteilte, dass das Arrangement dem Können der Duettpartner angemessen sei, die sich trotz oder wegen ihrer entgegengesetzten Temperamente „vollkommen ergänzen“. 2004 folgte eine Aufnahme für die Deutsche Grammophon und 2005 wurde die Einspielung mit einem Grammy Award in der Kategorie Beste Kammermusik-Darbietung ausgezeichnet. Die Aufnahme Pletnev plays Schumann war im gleichen Jahr in der Kategorie Beste Soloinstrument-Darbietung ohne Orchester nominiert. 2004 hatte Pletnjow eine Grammy Awards Nominierung für die Einspielung Prokofiev 3 – Rachmaninov 3 in der Kategorie Beste Soloinstrument-Darbietung mit Orchester erhalten.
Breitere mediale Aufmerksamkeit kam Pletnjow bereits 1996 und 2000 durch seine Auftritte bei den weltweit ausgestrahlten und als DVD/Blu-ray disc erhältlichen Konzerten der Berliner Philharmoniker unter Claudio Abbado zu. Allgemein bekannt wurde er in Deutschland 2003 durch sein Dirigat der Sankt Petersburger Philharmoniker bei der vom Fernsehen übertragenen Eröffnungsveranstaltung der im Petersburger Dialog verabredeten Deutsch-Russischen Kulturbegegnungen in Anwesenheit von Johannes Rau und Wladimir Putin.
Im Oktober 2017 wurde Pletnjows „behutsame“ und die Rolle des Orchesters aufwertende Reorchestrierung von Frédéric Chopins erstem Klavierkonzert in e-Moll op. 11 und zweitem Klavierkonzert f-Moll op. 21 im Konzerthaus Dortmund mit Daniil Trifonow am Klavier und dem Mahler Chamber Orchestra unter seinem Dirigat aufgeführt und auf Arte ausgestrahlt.

#### Beethoven-Projekt

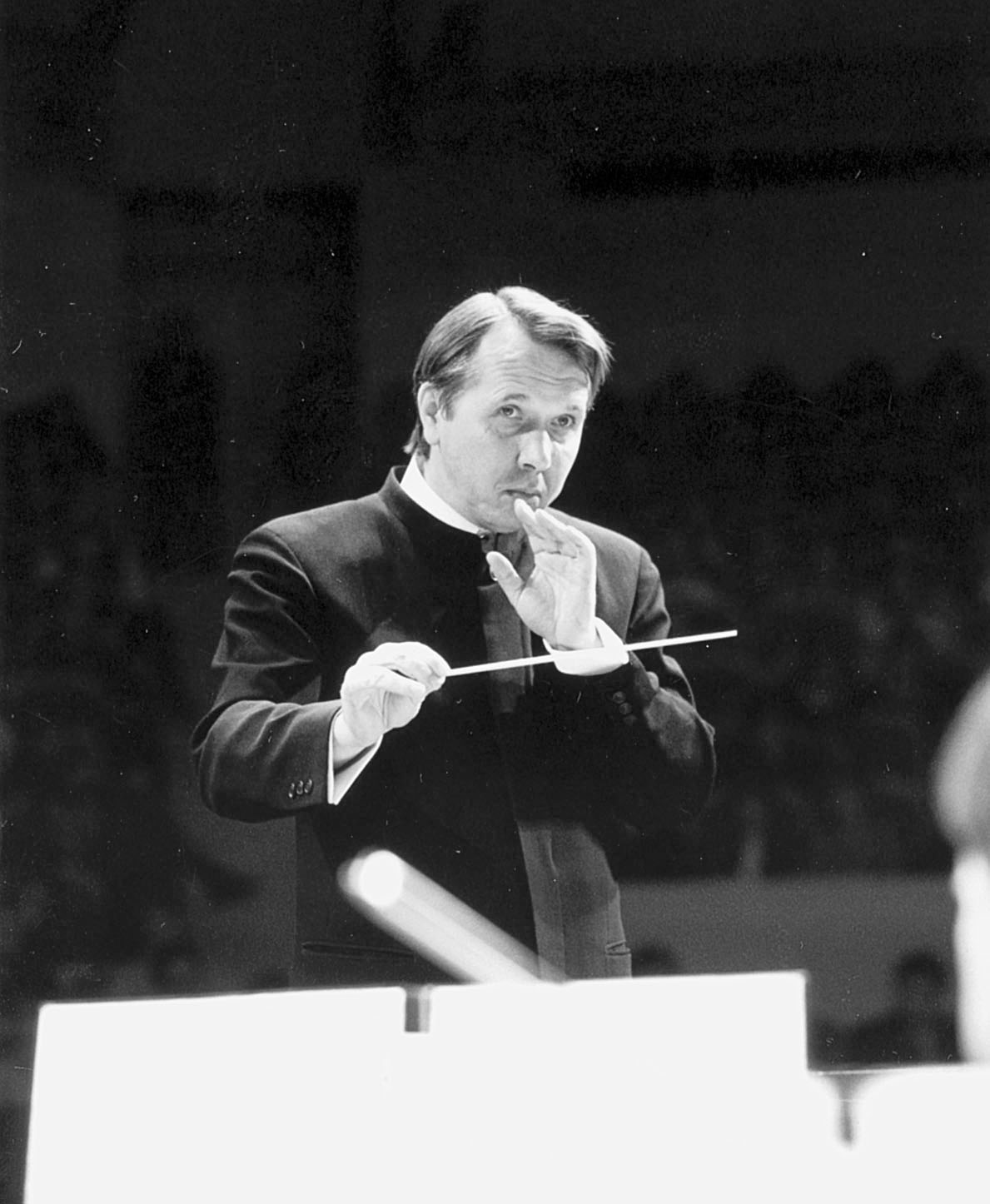
Michail Pletnjow (2004)

Pletnjow beschäftigte sich intensiv mit dem sinfonischen und klavierorchestralen Werk Beethovens. Im Sommer 2006 realisierte er innerhalb von elf Tagen die Einspielung aller neun Sinfonien mit dem RNO in Moskau. Er erläutert, dies sei nur möglich gewesen, da er und das Orchester „jahrelang“ jede Möglichkeit genutzt hätten, Beethovens Œuvre vorzutragen. „Wir wurden Teil davon.“
Im September 2006 trug Pletnjow auf dem Beethovenfest in Bonn, das unter dem Motto Beethoven und der russische Kulturraum firmierte, an zwei aufeinanderfolgenden Abenden die fünf Klavierkonzerte Beethovens mit dem RNO unter Christian Gansch vor. Die Live-Aufnahmen, die in Intervallen bis 2008 von der Deutschen Grammophon veröffentlicht wurden, erhielten dualistische Besprechungen. Die Musikkritik hob „die diamantscharfe Artikulation jedes Details“ in Pletnjows „Spiel“ von einer „Brillanz, die nur wenige Pianisten erreichen“ hervor; und bemerkte dennoch eine manieristische „Traum- und Selbstverlorenheit“, deren „schwärmerisch ausgehörte[n] Episoden“ den „Zug ins Große“ vermissen lasse. Pletnjows „Eigenwillige Akzente und Rubati, dramaturgisch umgeleitete Spannungen und damit radikale Abnabelungsprozesse von liebgewonnenen Klischees“, seien aber „von der ersten bis zur letzten Sekunde“ ein Beethoven-Hörerlebnis.

#### Oper
Ende September 2006 zog sich Pletnjow als Pianist für einige Jahre von der Bühne zurück, sagte weltweit bestehende Konzertverpflichtungen ab, konzentrierte sich auf das RNO und wandte sich der Oper zu. Am 5. Oktober 2007 gab er sein international beachtetes Debüt als Operndirigent bei einer Neuinszenierung von Tschaikowskis Pique Dame durch Waleri Fokins am Bolschoi-Theater in Moskau. Pletnjow erhielt dafür eine Nominierung der Goldenen Maske als Bester Operndirigent. Es folgten in konzertanter Aufführung Rachmaninows Aleko und Francesca da Rimini im November 2007, Bizets Carmen und Rimski-Korsakows Mainacht im Frühjahr 2008 und Die Zauberflöte von Mozart im September 2009. Seither sind Pletnjows Dirigate konzertanter Opernaufführungen fester Bestandteil des jährlich in Moskau zum Saisonauftakt stattfindenden RNO Grand Festival und der Tourneen des RNO.
Pletnjow leitete am 9. September 2018 das erste öffentliche Konzert im Moskauer Konzertsaal Sarjadje mit den Solisten Krassimira Stojanowa (Sopran), Ildar Abdrazakow (Bass), Francesco Meli (Tenor) und dem RNO. Aufgeführt wurden Arien und Ouvertüren aus den Opern Chowanschtschina von Mussorgski, Ein Leben für den Zaren und Ruslan und Ljudmila von Glinka, Aleko von Rachmaninow, Eugen Onegin von Tschaikowski, L’elisir d’amore von Donizetti und Carmen von Bizet.

#### Rückkehr auf die Pianistenbühne

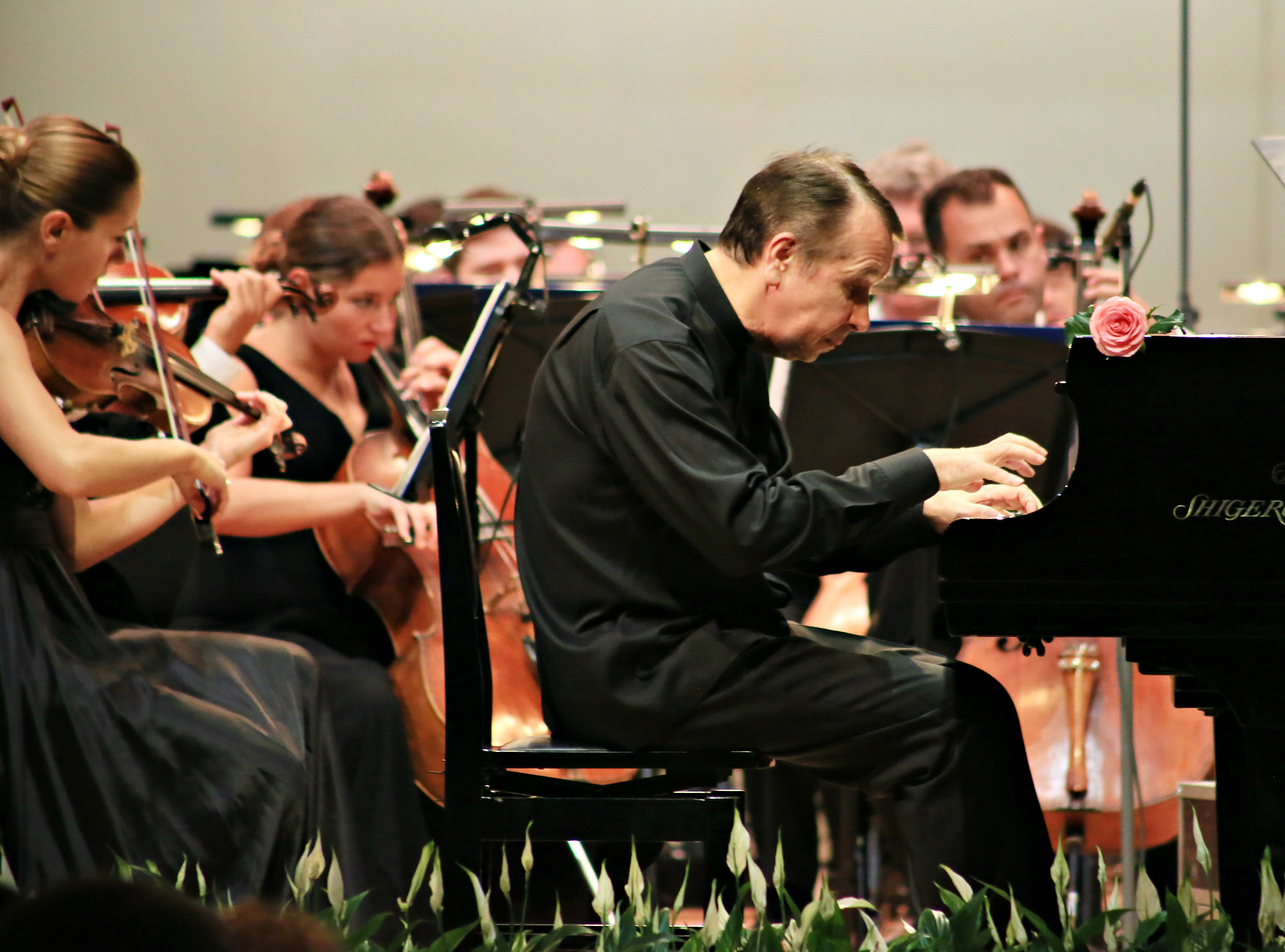
Michail Pletnjow (2017)

Im April 2013 kehrte Pletnjow nach über 6-jähriger Pause auf die Pianistenbühne zurück und gab mehrere „Wohltätigkeitskonzerte zur Unterstützung des Russischen Nationalorchesters“ im Orchestrion, dem angemieteten Probenort des RNO in Moskau. Gerüchte gab es bereits seit Dezember 2012, als er in Rahmen einer Privatveranstaltung zum 100-jährigen Bestehen des Puschkin-Museums als Solist konzertierte. Norman Lebrecht bemerkte dazu, die Rückkehr Pletnjows ans Klavier sei in der Klassik-Welt „eines der am meisten erwarteten Ereignisse“. Bereits im Frühjahr 2013 trat Pletnjow mit der Kremerata Baltica in der Schweiz auf und konzertierte in den Folgejahren regelmäßig als Solist mit dem RNO.
Als Grund für das „Wiederauflebenlassen der alten Zeiten“ nannte Pletnjow den Wunsch, das a-moll-Konzert von Robert Schumann in der Öffentlichkeit vorzutragen. Hinzu kam die Kooperation mit dem japanischen Klavierbauer Shigeru Kawai, der ihm, seinen Klangvorstellungen entsprechend, seit März 2013 für seine SK-EX Konzertflügel einen Klavierstimmer zur Verfügung stellt. Pletnjow kritisierte zuvor verschiedentlich die Klangfarben der in den Konzerthäusern verfügbaren Steinway-Flügel, favorisierte Instrumente, die „vor dem Krieg“ gebaut worden waren, und gab deshalb vor Konzerten Anweisungen zur Präparation der Steinway-Flügel, die Assoziationen an Mechanikerarbeiten in der „Boxengasse beim Autorennen“ hervorriefen. In den Jahren vor seiner pianistischen Bühnenabstinenz bevorzugte Pletnjow Blüthner-Flügel, die er eigens für Mozart-Einspielungen und das Beethoven-Projekt anforderte.
Reine Solo-Konzertabende Pletnjows haben seit 2013 Seltenheitswert. 2018 gab er drei hochgelobte, programmatisch Rachmaninow gewidmete Konzerte in Deutschland. Isabel Herzfeld zeigte sich 2019 in der FAZ nach einem Beethoven-/Liszt-Konzert „fasziniert und verstört“. Sie verortete dies nicht in der „blitzenden Präzision“ mit der Pletnjow „horrend schwierige Konzertetüden“ vortrage, sondern in deren musikalischen Ausgestaltung von „unglaubliche[m] Nuancenreichtum, mit dem er jeder Phrase rasch wechselnden, manchmal konträren Ausdruck verleiht“ – seine „Anschlagssensibilität, die notfalls vor keiner Härte zurückschreckt, die Zeit, die er sich nimmt, um Entwicklungen einzuleiten oder Brüche herbeizuführen“.
Pletnjow, der über ein immenses Repertoire verfügt, ist dafür bekannt, dem Publikum wenig aufgeführte Werke vorzustellen und „durch ungewöhnliche“ Programme, „denen er wie kein anderer einen tiefen Sinn zu geben weiß“, zu überraschen.

### Künstlerische Kooperationen

#### Orchester

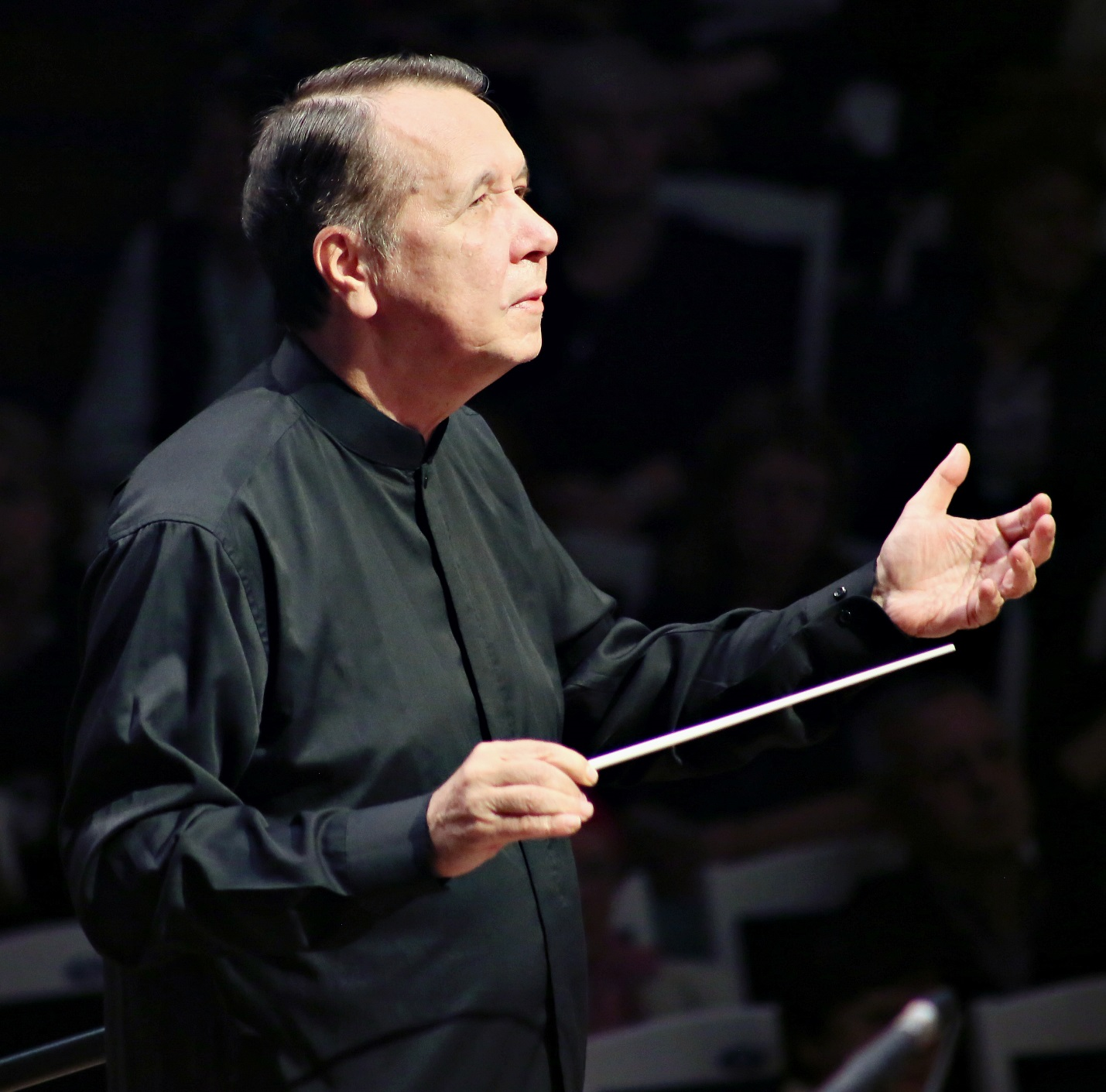
Michail Pletnjow (2017)

Neben Dirigaten des RNO leitete Pletnjow das Philharmonieorchester London und das City of Birmingham Sinfonieorchester, das Concertgebouw-Orchester, das Dänische Radio-Sinfonieorchester, das Mariinski- und das Bolschoi Theaterorchester, das Tschaikowski-Symphonieorchester des Moskauer Rundfunks und die Los Angeles Philharmoniker, die Zagreber Philharmonie und das Orchestra della Svizzera italiana – deren Gastdirigent er von 2008 bis 2010 war.
Mit dem Berliner Sinfonieorchester konzertierte er 1995 anlässlich eines Sonderkonzerts im Auftrag des Berliner Senats und der Brandenburgische Landesregierung zum 50. Jahrestages des Abzugs der Alliierten in der Berliner Philharmonie. Mit der Deutschen Kammerphilharmonie Bremen spielte Pletnjow Klavierkonzerte von Haydn und Mozart ein. Im Februar 2011 führte die Staatskapelle Dresden unter Pletnjows Dirigat das Deutsche Requiem von Johannes Brahms zum Gedenken an die Zerstörung Dresdens in der Semperoper auf.
Regelmäßig dirigiert Pletnjow Gidon Kremers Kremerata Baltica, das Schottische Kammerorchester, das Verbier und das Budapest Festivalorchester, das Orchester Musikkollegium Winterthur, das Sinfonieorchester Basel, das Kammerorchester Basel und das Zürcher Kammerorchester.
Seit 2015 ist Pletnjow Ehren-Gastdirigent des Philharmonieorchesters Tokio.

#### Zeitgenössische Musik
Pletnjow, der dem klassischen Repertoire – trotz gelegentlicher Ausflüge ins Jazz-Genre – verpflichtet ist, wendet sich seit den 2000er Jahren auch Werken zeitgenössischer Komponisten zu. Bereits 1998 nahm er Rodion Schtschedrins Carmen-Suite und die Konzerte Freche Orchesterscherze und Glockenklänge für die Deutsche Grammophon auf.
2006 spielte Pletnjow mit dem RNO die Filmmusik von Yoshihiro Ike zu Matt Taylors Dokumentarfilm Atomic Flame und 2008 mit Yuna Itō den zugehörigen Soundtrack Gate ein. 2009 leitete er die Weltpremiere von Gordon Gettys Ancestor Suite am Bolschoi-Theater. 2014 dirigierte er die erstmalige Aufführung von Paganinis Großer Sonate WS3 in der Bearbeitung für Gitarre von Stephan Gross und 2017 stellte Pletnjow Stas Namins Oper Centuria S-Quark und James MacMillans Violin Konzert erstmals dem russischen Publikum in Moskau vor. Im Jahr 2018 leitete Pletnjow die Uraufführung von Efrem Podgaits’ Konzert für Bayan und Cello.

#### Meisterkurse und Juror
Pletnjow gibt gelegentlich Meisterkurse für Klavierschüler. Zu seinen Adepten zählen u. a. die Nachwuchspianisten Tomoharu Ushida, Dimitri Kalaschnikow, aber auch Seong-Jin Cho. Mehrere Jahre betreute er Zlata Chochieva, die neben ihrer Konzertkarriere am Salzburger Mozarteum als Assistentin von Jacques Rouvier arbeitet.
Er ist Schirmherr und Juror des Véronique Lautard-Schewtschenka-Klavierwettbewerbs.

### Festival-Initiator

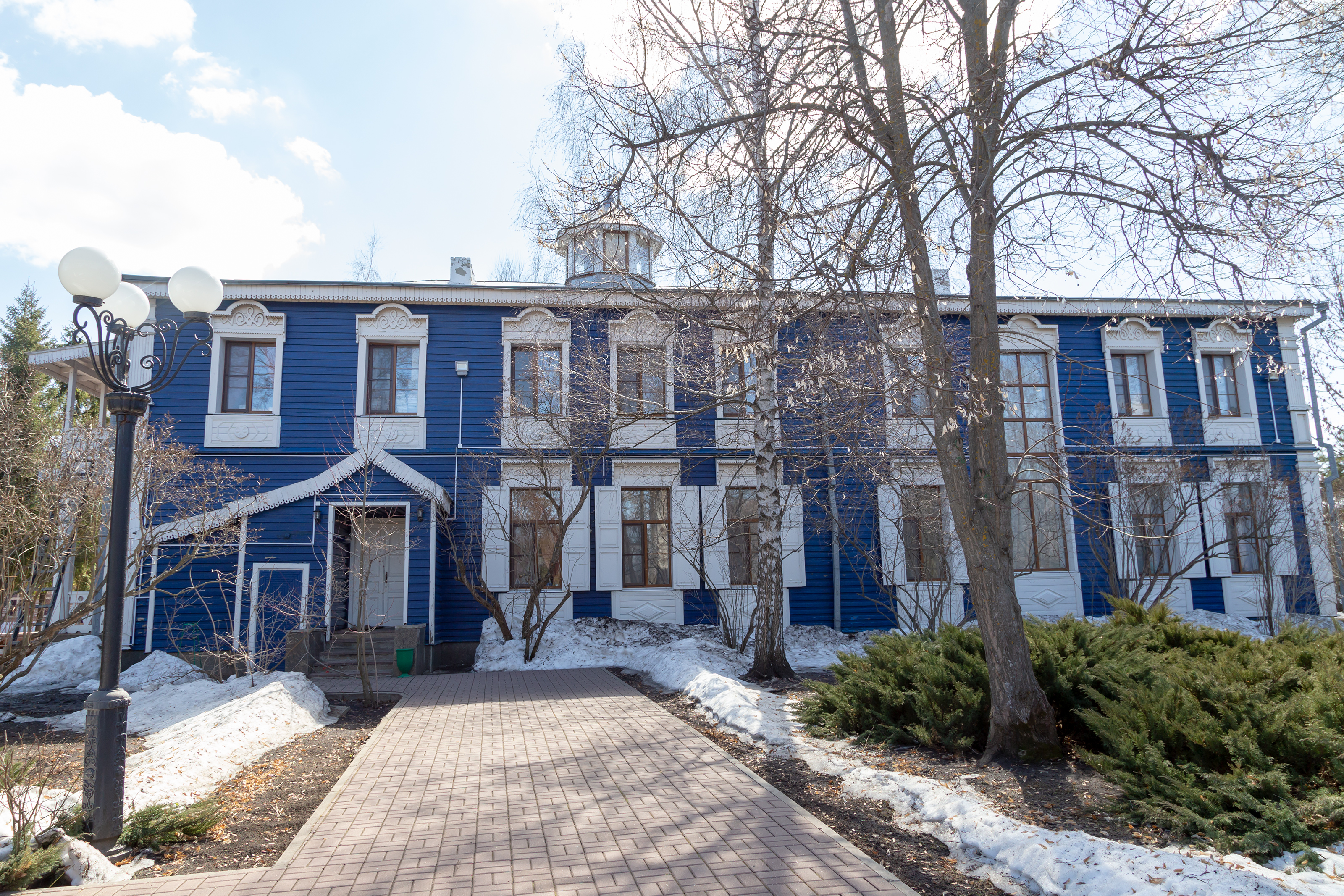
Herrenhaus Iwanowka (2018)

Pletnjow initiierte 2009 erstmals das RNO Grand Festival in Moskau. Die jährlich stattfindende zweiwöchige Veranstaltung widmet sich unterschiedlichen programmatischen Schwerpunkten, für die sich Pletnjow verantwortlich zeichnet. 2018 standen orchestrale Werke für russische Volksinstrumente wie das Bajan und die Domra im Mittelpunkt.
2014 und 2016 veranstaltete Pletnjow auf dem Rachmaninow-Museumsgelände Iwanowka, nahe dem russischen Uwarowo im Oblast Tambow, das Internationale Musikfestival S. W. Rachmaninow für die ansässige Bevölkerung und konzertierte mit dem RNO und als Solist.

### Michail-Pletnjow-Stiftung
Im April 2006 gründete Pletnjow zusammen mit Oleg Wjatscheslawowitsch Poltewski, dem Geschäftsführer des RNO, die in Moskau ansässige Michail-Pletnjow-Stiftung zur Förderung der nationalen Kultur mit der Intention, kulturelle Veranstaltungen zu unterstützen. In Kooperation mit der Deutschen Grammophon finanzierte die Stiftung 2006 Pletnjows Beethoven-Projekt. Sie war Geldgeber der bis 2008 stattfindenden Wolgatour des RNO, seit 2009 wird das RNO Grand Festival und seit 2014 das Internationale Musikfestival S. W. Rachmaninow auf dem Museumsgelände Iwanowka gefördert. Geldmittel zur Errichtung eines Freilufttheaters für Konzertveranstaltungen in Iwanowka wurden 2017 bereitgestellt.
In Kooperation mit dem Staatlichen Glinka-Museum des Konsortiums der Musikkultur in Moskau realisierte die Stiftung 2017 die zweibändige Publikation Николай Голованов и его время, die dem sowjetischen Dirigenten, Komponisten und Pianisten Nikolai Golowanow gewidmet ist. Pletnjow ist Mitglied des wissenschaftlichen Redaktionsbeirats des 2013 gegründeten Projekts The Complete Works, Academic Edition by P. I. Tchaikovsky, einer Gesamtschau Tschaikowski Schaffens, die seit 2018 veröffentlicht wird.
2018 finanzierte die Stiftung zusammen mit der israelischen Botschaft in Russland das Festival Wassili Pawlowitsch Pletnjow am Kasaner Konservatorium zum Gedenken an Pletnjows Vater. Das Festival beinhaltete Konzertaufführungen, einen Volksinstrumente-Wettbewerb und ein Symposium, an dem neben russischen Musikern der Zithersolist Wilfried Scharf und der Mandolist und Lautenist Alon Sariel teilnahmen.

### Privatleben
Pletnjow besitzt neben der russischen Staatsbürgerschaft die Schweizer Bürgerrechte und lebt in Moskau und Luzern.
In jungen Jahren übte sich Pletnjow intensiv in den Sportarten Fußball, Tischtennis und Badminton, später wandte er sich dem Skifahren und, aufgrund von Knieproblemen, dem Tauchsport und dem Billard zu. Pletnjow schätzt schnelle Autos und hat eine Fluglizenz für Ultraleichtflugzeuge. Der von Joachim Kaiser als hochintelligenter Russe attribuierte Musiker spricht mehrere Sprachen, ist in Literatur und philosophischen Themen bewandert und spielt Schach.
Im Juli 2010 rückte Pletnjow, der in Thailand Immobilien besitzt, in den Fokus der internationalen Berichterstattung, da die thailändische Justiz aufgrund von Anschuldigungen gegen ihn wegen des Verdachts des sexuellen Missbrauchs von Kindern ermittelte. Nach seiner Verhaftung in Pattaya kam Pletnjow gegen Kaution frei, musste sich aber zur Verfügung halten. Das Orchestra della Svizzera italiana kündigte Pletnjow unmittelbar nach den ersten Pressemeldungen im Juli ein für den November geplantes Gastdirigat. Voraussetzung für die weitere Zusammenarbeit sei, dass Pletnjow von allen Vorwürfen freigesprochen werde.
Nach einer polizeilichen Untersuchung wurde das Verfahren gegen Pletnjow im Dezember 2010 offiziell ohne Anklageerhebung eingestellt. 2013 sagte eine Intendantin, die „Geschichte in Thailand“ hätte für sie als Konzerthausbetreiberin oder Festivalveranstalterin keine Relevanz.
Pletnjow gibt selten Interviews und bezeichnet sich selbst als „wahnsinnig faul“. Auf die Frage, welche Zuschreibung er für sich wählen würde, äußerte er gegenüber Pianonews prägnant: „Ich bin Musikliebhaber“.

## Auszeichnungen (Auswahl)

### Preise
- 1973: Grand Prix des Internationalen Jugend-Musikwettbewerbs der Jeunesses Musicales International in Paris
- 1977: Erster Preis beim All-Union Klavierwettbewerb des Gesamtsowjetischen (All-Union) Komitees für künstlerische Angelegenheiten in Leningrad
- 1978: Erster Preis des Tschaikowski-Wettbewerbs in Moskau
- 1996 Gramophone Classical Music Award in der Kategorie Instrumental für die Einspielung der Klaviersonaten von Domenico Scarlatti[95]
- 1999: Echo Klassik für die Einspielung der Klavierwerke Skrjabins in der Kategorie Solistische Einspielung des Jahres (20. Jahrhundert)
- 2001: Echo Klassik für die Einspielung Pletnev Live at Carnegie Hall in der Kategorie Solistische Einspielung des Jahres
- 2005: Grammy Award in der Kategorie Beste Kammermusik-Darbietung mit Martha Argerich für Prokofiev Cinderella for 2 pianos / Ravel: Ma mère l’oye

### Ehrungen

#### Würdigungen in der Russischen Sozialistischen Föderativen Sowjetrepublik
1978 erhielt Pletnjow nach dem Gewinn des Tschaikowski-Wettbewerbs von der Jugendorganisation der KPdSU den Lenin-Komsomol-Preis. 1982 wurde er mit dem Staatspreis der Russischen SFSR benannt nach M. I. Glinka für seine Konzerte in der Moskauer Philharmonie in den Jahren 1978 bis 1981 geehrt und 1989 zum Verdienten Künstler der Russischen SFSR benannt.

#### Würdigungen durch die Russische Föderation
Pletnjow wurde 1997 und 2007 mit dem Verdienstorden für das Vaterland IV. und III. Klasse ausgezeichnet. 1993, 1995 und 2001 erhielt er den
Staatspreis der Russischen Föderation im Bereich Literatur und Kunst. 2004 wurden dessen Vergaberegeln geändert, um die Bedeutung zu erhöhen. Pletnjow erhielt 2005 die Würdigung erneut, die 2006 im Rahmen einer feierlichen Zeremonie im Großen Kremlpalast für seine Fähigkeiten als Pianist, Dirigent und Komponist verliehen wurde. In der Laudatio wurde Pletnjows kreative Bandbreite und Individualität gewürdigt, die ihn mit großem Gestaltungswillen mutig neue Wege gehen lasse. Michail Pletnjow habe „einen wesentlichen Einfluss auf das musikalische Denken der Zeitgenossen“. In seiner Dankesrede widmete Pletnjow den Staatspreis dem RNO.
Von 1997 bis 2009 war Pletnjow Mitglied der Kommission der Russischen Föderation für die UNESCO.
Pletnjow, der wiederholt öffentlich die Subventionspolitik des Kulturministeriums der Russischen Föderation kritisierte, gehörte von 2006 bis zum März 2010 dem Präsidentenrat der Russischen Föderation für Kultur und Kunst unter dem Vorsitz von Dmitri Medwedew an.

#### Weitere Würdigungen
2001 wurde Pletnjow zum Ehrenprofessor des Moskauer Konservatoriums berufen. Diese Würdigung erhielten zuvor nur Alfred Schnittke, Mstislaw Rostropowitsch, Rodion Schtschedrin, Andrei Eschpai und Krzysztof Penderecki.
2005 erhielt Pletnjow den Europäischen Dirigentenpreis der Europäischen Kulturstiftung Pro Europa. Ebenfalls 2005 wurde er mit dem Triumph der von Boris Beresowski gegründeten Logowaz-Triumph-Stiftung ausgezeichnet. Im Jahr 2013 ehrte das Platonow-Festival in Woronesch Plenjows musikalisches Schaffen mit dem Platonow-Preis.

## Werke

### Kompositionen
- 1977: Fantasie über ein kasachisches Thema für Violine und Orchester. Uraufführung 1977 mit dem Solisten Alexander Bruni.
- 1985: Capriccio für Klavier und Orchester.
- 1986: Triptychon für Sinfonieorchester. Konzertaufnahme am 10. Juni 1986 im Studio 5, Radio Moskau mit dem RNO unter Pletnjow.
- 1998: Konzert für Viola und Orchester. Uraufführung im Dezember 1998 in Moskau mit dem Solisten Juri Baschmet und dem RNO unter Pletnjow.
- 2000: Adagio für fünf Kontrabässe.
- 2003: Klassische Sinfonie in vier Teilen. Aufführung mit dem RNO unter Pletnjow Ende April 2003 im Moskauer MDM.
- 2005: Kinderlieder nach Gedichten von Romanom Sefom. Aufnahme mit dem Großen Kinderchor des Allrussischen Radio und Fernsehen unter Wiktor Popow. CD, Tonstudio Union 2005, Moskau.
- 2005: Quintett für Flöte, drei Streicher und Klavier. Aufführung mit den Solisten Maxim Rubstow (Flöte), Alexander Bruni (Violine), Sergei Dubow (Viola), Alexander Gotgelf (Violoncello) und Pletnjow (Klavier) am 29. Februar 2005 in London.
- 2006: Fantasia Elvetica für zwei Klaviere und Orchester. Uraufführung am 9. Dezember 2006 in Winterthur mit den Solisten Sascha und Mischa Manz und dem Orchester Musikkollegium Winterthur unter Pletnjow;[111] in revidierter Fassung am 14. Juni 2008 in Lugano mit den Solisten Martha Argerich und Alexander Mogilewski und dem Orchestra della Svizzera italiana unter Pletnjow.
- 2008: Cellosonate. Uraufführung am 21. Februar 2008 in Mailand mit dem Solisten Steven Isserlis und Kirill Gerstein.
- 2010: Kleine Variationen über ein Thema von Rachmaninow. Pflichtstück der dritten Runde beim Jugend-Klavierwettbewerb des Rachmaninow Musikfestivals in Weliki Nowgorod im April 2010.
- 2010: Jazz Suite für Orchester. Uraufführung am 5. November 2010 in Moskau mit dem RNO unter Pletnjow.
- 2018: Scherzo für Querflöte und Klavier. Uraufführung am 14. Februar 2018 in der Carnegie Hall mit den Solisten Maxim Rubstow (Flöte) und Sergei Kwitko (Klavier).
- 2018: Tatarische Rhapsodie für Bajan und Orchester. Uraufführung in Kasan am 13. März 2018 mit dem Solisten Abuzar Fajzullin und dem Orchester des Kasaner Staatskonservatoriums unter Pletnjow.

### Transkriptionen
- 1976: Rodion Schtschedrin: Balettsuiten Prolog und Das Pferderennen aus Anna Karenina (Bearbeitung für Klavier). Aufnahme für Melodija am 28. Februar 1978.
- 1978: Pjotr Tschaikowski: fünf Suiten aus dem Ballett Der Nussknacker (Bearbeitung für Klavier). Aufnahme für Melodija am 28. Februar 1978.
- 1989: Pjotr Tschaikowski: elf Konzertsuiten aus Dornröschen (Bearbeitung für Klavier). Aufnahme für Virgin Classics in der Kirche St. Martin, Berkshire im November 1989.
- 1997: Ludwig van Beethoven: Konzert für Violine und Orchester D-Dur op. 61 (Bearbeitung für Klarinette) Aufnahme für die Deutsche Grammophon im Juli 1997 im Großen Saal des Moskauer Konservatoriums mit Michael Collins und dem RNO unter Pletnjow.
- 2002: Sergei Prokofjew: neun Suite aus Cinderella op. 87 (Bearbeitung für 2 Klaviere). Uraufführung durch Martha Argerich (Widmungsträgerin) und Pletnjow am 30. Juni 2002 beim Festival Progetto Martha Argerich in Lugano.
- 2018: Johann Sebastian Bach: Choral Jesus bleibet meine Freude aus der Kantate Herz und Mund und Tat und Leben (Bearbeitung für Klavier zu vier Händen). Uraufführung am 25. Juli 2018 auf dem Verbier Festival durch Daniil Trifonow und Pletnjow.

### Orchestrierungen
- 2009: Toccata und Fuge d-Moll BWV 565 von Johann Sebastian Bach (Bearbeitung für Orchester). Uraufführung am 27. März 2009 in Moskau mit dem RNO unter Pletnjow.
- 2014: Variationen und Fuge über ein Thema von Händel von Johannes Brahms (Bearbeitung für Orchester). Uraufführung am 10. Juni 2014 mit dem RNO unter Pletnjow im Großen Saal des Moskauer Konservatoriums.[112]
- 2015: Alexander Skrjabins Klavierkonzert fis-Moll op. 20 (Bearbeitung der Klavierstimme). Uraufführung am 22. September 2015 in Moskau mit Pletnjow und dem RNO unter Hobart Earle.
- 2017: Frédéric Chopin: 1. Klavierkonzert in e-Moll op. 11 und 2. Klavierkonzert f-Moll op. 21 (Bearbeitung der Orchestrierung). Aufnahme für die Deutsche Grammophon am 23. Oktober 2017 im Konzerthaus Dortmund mit Daniil Trifonov und dem Mahler Chamber Orchestra unter Pletnjow.
- Pjotr Tschaikowski: 16 Romanzen (Überarbeitung der Lieder für Sinfonieorchester).

## Diskografie (Auswahl)
|      | Aufnahmen der pianistischen Einspielungen nach Veröffentlichungsjahr geordnet: |
| 1978 | Sergei Prokofjew: Sonate Nr. 7 B-Dur, op. 83; Michail Petnjow: fünf Konzertsuiten aus Tschaikowskis Ballett Der Nußknacker sowie Prolog und Das Pferderennen aus Rodion Schtschedrins Ballett Anna Karenina arrangiert für Klavier. LP, Ariola-Eurodisc 26 311 KK. Live-Aufnahme der Prokofjew-Sonate während der 2. Runde des Tschaikowski-Wettbewerbs im Großen Saal des Moskauer Konservatoriums und der Klaviertranskripte am 28. Februar 1978 durch Melodija. |
| 1980 | Johann Sebastian Bach: Partita Nr. 6 e-Moll BWV 830 und Suite a-Moll BWV 818a. LP, Ariola-Eurodisc 201 976-366, 1980. Live-Aufnahme durch Melodija am 15. Oktober 1978 und am 1. Oktober 1979 im Großen Saal des Moskauer Konservatoriums. |
| 1981 | Pjotr Tschaikowski: Klaviertrio a-Moll op. 50 A la mémoire d’un grand artiste mit Elmar Oliveira (Violine) und Nataniel Rosen (Violoncello.) LP, CBS Masterworks, 1981. Aufnahme durch Melodija am 31. Juli 1979. |
| 1983 | Franz Liszt: Klaviersonate in h-Moll, Mephisto-Walzer Nr. 1 Der Tanz in der Dorfschenke, Les jeux d’eaux à la Villa d'Este aus den Troisième année, Il Penseroso aus Deuxième année: Italie und die Ungarische Rhapsodie Nr. 15. LP, Ariola-Eurodisc 205 905-425. Live-Aufnahme durch Melodija am 2. Oktober 1982 im Großen Saal des Moskauer Konservatoriums. |
| 1984 | Michail Pletnjow Recital. Werke von Beethoven, Tschaikowski, Mozart, Chopin, Liszt und Scarlatti. LP, Ariola-Eurodisc 206 309-366. Live-Aufnahme durch Melodija in den Jahren 1978 und 1979. |
| 1985 | Wolfgang Amadeus Mozart: Sonate Nr. 16 C-Dur KV 545, Sonate Nr. 17 in B-Dur KV 570, Sonate Nr. 18 D-Dur KV 576, Sonate Nr. 15 in F-Dur KV 533/494. LP, Ariola-Eurodisc 302 438-420. Aufnahme durch Melodija im Jahr 1984. |
| 1988 | Sergei Rachmaninow: Klavierkonzert Nr. 1 fis-Moll op. 1 und Rhapsodie über ein Thema von Paganini a-Moll op. 43 mit dem Philharmonia Orchestra unter Libor Pešek. CD, Virgin Classics 1988. Aufnahme im November 1987 in der St. Augustine Church in London. |
| 1990 | Pjotr Tschaikowski: Zwölf Stücke op. 40, Romanze f-Moll op. 5, Valse-Scherzo A-Dur op. 7 und Capriccio Ges-Dur op. 8. CD, Virgin Classics 1990. Aufnahmen von 1986 und 1988. |
| 1990 | Johannes Brahms: Sonaten für Klarinette und Klavier f-Moll und Es-Dur op. 120; Carl Maria von Weber: Grand Duo concertant für Klarinette und Klavier Es-Dur op. 48 mit Michael Collins. CD, Virgin Classics 1990. |
| 1991 | Pjotr Tschaikowski: 1. Klavierkonzert b-Moll op. 23 und Konzertfantasie G-Dur op. 56 mit dem Philharmonia Orchestra unter Wladimir Fedossejew. CD, Virgin Classics 1991. Aufnahmen in der Walthamstow Town Hall, London im März 1990. |
| 1991 | Pjotr Tschaikowski: 2. Klavierkonzert G-Dur op. 44 und Klavierkonzert Nr. 3 Es-Dur mit dem Philharmonia Orchestra unter Wladimir Fedossejew. CD, Virgin Classics 1991. Aufnahmen in der Walthamstow Town Hall, London im März 1990. |
| 1991 | Modest Mussorgski: Bilder einer Ausstellung; Michail Pletnjow: elf Suiten aus Tschaikowskis Ballett Dornröschen arrangiert für Klavier. CD, Virgin Classics 1991. Aufnahme in der St. Martin’s Church, Berkshire im November 1989. |
| 1994 | Michail Glinka: Sextett Es-Dur, Serenata sopra alcuni Motivi dell’opera Anna Bolena und Gran sestetto originale mit Alexander Bruni und Mikhail Moschkunow (Violinen), Andrei Keworkow (Viola), Alexander Koreschkow (Oboe), Alexander Perogow (Fagott), Igor Makarow (Horn), Rustem Gabdullin und Nikolai Gorbunow (Kontrabässe), Erik Pozdeew (Cello), Natalia Tsekhowskaja (Harfe), Leonid Ogrintschouk und Pletnjow (Klaviere). CD, Virgin Classics 1994. Aufnahme im Studio 5, Radio Moskau im Jahr 1993. |
| 1994 | Pjotr Tschaikowski: Sechs Stücke über ein Thema op. 21 und Die Jahreszeiten op. 37a. CD, Virgin Classics 1994. Aufnahme im Januar 1994. |
| 1995 | Domenico Scarlatti: K.443, K. 1, K. 283, K. 284, K. 27, K. 380, K. 24, K. 247, K. 519, K. 15, K. 9, K. 3, K. 404, K. 213, K. 214, K. 96, K. 146, K. 87, K. 520, K. 11, K. 386, K. 387, K. 268, K. 141, K. 113, K. 25, K. 173, K. 523, K. 523, K. 8, K. 259 und K. 29. Doppel-CD, Virgin Classics 1995. Aufnahme in den Abbey Road Studios, London im Oktober 1994. |
| 1996 | Ludwig van Beethoven: Mondscheinsonate, Waldstein und Appassionata. CD, Virgin Classics 1997. Aufnahme in den Abbey Road Studios, London im Mai/Juni 1988. |
| 1996 | Joseph Haydn: Sonate c-Moll Hob.XVI:20, Englische Sonaten Es-Dur Hob.XVI:52 und Sonate in C-Dur Hob.XVI:50. CD, Virgin Classics 1996. Aufnahme in der St. Martin’s Church, Berkshire im November 1989. |
| 1996 | Wolfgang Amadeus Mozart: 9. Klavierkonzert in Es-Dur „Jenamy“ KV 271 und 20. Klavierkonzert in d-Moll KV 466 mit der Deutschen Kammerphilharmonie Bremen. CD, Virgin Classics 1996. Aufnahme vom 1. und 2. April 1995 im Großen Sendesaal des NDR. |
| 1997 | Alexander Skrjabin: 24 Préludes op. 11, 4. Klaviersonate Fis-Dur op. 30, Morceaux Feuillet d’album, Poème fantasque und Prélude op. 45, Poème languide Nr. 3 op. 52, Danse languide Nr. 4 op. 51, Morceaux Désir und Caresse dansée op. 57, CD, Virgin Classics 1997. Aufnahme vom 29. bis 31. Januar 1996 im St. George’s, Bristol. |
| 1997 | Chopin Pletnev. Frédéric Chopin: Grande Valse As-Dur op. 42, Valse Nr. 1 As-Dur und Nr. 2 a-Moll op. 34, Valse e-Moll, Trois Écossaises D-Dur, G-Dur und Des-Dur op. 72, Impromptu Nr. 1 As-Dur, Etüden Nr. 5 Ges-Dur op. 10, Nr. 6 in gis-Moll und Nr. 7 in cis-Moll op. 25, Sonate h-Moll op. 58. CD, Deutsche Grammophon 1997. Aufnahme in der Friedrich-Ebert-Halle Hamburg im November 1996. |
| 1998 | Hommage à Rachmaninov. Rachmaninow: Variationen über ein Thema von Corelli, Etüden Nr. 6, 8 und 9 op. 33 und Etüde Nr. 5 op. 39; Beethoven: Klaviersonate Nr. 26 in Es-Dur op. 81a; Mendelssohn Bartholdy: Andante cantabile e Presto agitato H-Dur; Chopin: Grande polonaise brillante précédée d’un Andante spianato G-Dur und Es-Dur op. 22. CD, Deutsche Grammophon 1998. Aufnahme in der Villa Senar im Juni 1998. |
| 1998 | Franz Liszt: Klaviersonate h-Moll, Après une lecture de Dante, Funérailles und Gnomenreigen. CD, Deutsche Grammophon 1998, Aufnahme im Dezember 1997 in Hannover. |
| 1998 | Mikhail Pletnev. Great Pianist of the 20th Century. Tschaikowski/Pletnjow: fünf Suiten für Klavier aus Der Nussknacker (Aufnahme 1978) und elf Suiten für Klavier aus Dornröschen (Aufnahme November 1989), Tschaikowski: Romanze f-Moll op. 5, Valse-Scherzo A-Dur op. 7, Capriccio Ges-Dur op. 8 (Aufnahmen 1978) und dem 2. Klavierkonzert mit dem Philharmonia Orchestra unter Fedossejew (Aufnahme März 1990) und Die Jahreszeiten op. 37a (Aufnahme 1986). Doppel-CD, Philips 1998. |
| 1998 | Tschaikowski/Pletnjow: elf Suiten für Klavier aus Dornröschen; Tschaikowski: Die Jahreszeiten op. 37a und Sechs Stücke über ein Thema op. 21 sowie Slawischer Marsch b-Moll op. 31 und Pathétique mit dem RNO unter Pletnjows Dirigat. CD, Virgin Classics 1998. Aufnahme am 18. und 19. Januar 1994 im Abbey Road Studio 1, London. |
| 1998 | Pjotr Tschaikowski: 1. Klavierkonzert op. 23 in b-Moll, 2. Klavierkonzert op. 44 in G-Dur, Klavierkonzert Nr. 3 Es-Dur op. posth und Konzertfantasie G-Dur op. 56 mit dem Philharmonia Orchestra unter Fedossejew. CD, Virgin Classics 1998. Aufnahme im März 1990 in der Walthamstow Town Hall in London und der Konzertfantasie in den Abbey Road Studios. |
| 2000 | Edvard Grieg: Sonate für Klavier e-Moll op. 7, 7 Fugen für Klavier, Lyrische Stücke Trolltog, Scherzo und Klokkeklang Buch 5 op. 54 Nr. 5 und 6, Berceuse Buch 2 op 38 Nr. 1, Sommerfugl und Til våren Buch 3 op. 43 Nr. 1 und Nr. 6, Melodi Buch 4 op. 47 Nr. 3, I balladetone und Bryllupsdag på Troldhaugen Buch 8 op. 65 Nr. 5 und 6, Svundne dager Buch 6 op. 57 Nr. 1, Bestemors menuet Buch 9 op. 68 Nr. 2 und Folkelivsbilleder op. 19. CD, Deutsche Grammophon 2000. Aufnahme im Teldec-Studio Berlin im November 1999. |
| 2000 | Frédéric Chopin: 2. Klaviersonate op. 35, Deux Nocturnes Nr. 1 in f-Moll op. 55, Deux Nocturnes Nr. 2 in H-Dur op. 62, Barcarolle Fis-Dur op. 60, Fantaisie-Impromptu cis-Moll Op. post. 66, Deux Nocturnes Nr. 1 in c-Moll op. 48 und Scherzo Nr. 2 b-Moll op. 31. CD, Virgin Classics 2000. Aufnahme in der St. Martin’s Church, Berkshire . |
| 2001 | Carl Philipp Emanuel Bach: Sonate g-Moll Wq 65 Nr. 17, Sonate C-Dur Wq 65 Nr. 35, Sonate A-Dur Wq 65 Nr. 32, Rondo A-Dur Wq 58 Nr. 1, Sonate D-Dur Wq 61 Nr. 2, Sonate fis-Moll Wq 52 Nr. 4, Sonate G-Dur Wq 62 Nr. 19 und Sonate e-Moll Wq 59 Nr. 1. CD, Deutsche Grammophon 2001. Aufnahme im Teldec-Studio Berlin im Oktober 1998. |
| 2001 | Pletnev Live at Carnegie Hall. Bach/Busoni: Chaconne d-Moll aus der Partita BWV 1004; Beethoven: Klaviersonate Nr. 32 in c-Moll op. 111; Chopin: Vier Scherzi; Rachmaninow: Étude-Tableaux Nr. 5 es-Moll op. 39; Skrjabin: Poème Nr. 1 in Fis-Dur op. 32; Moszkowski: Etüde Nr. 6 in F-Dur op 72; Balakirew: Islamej. Doppel-CD, Deutsche Grammophon 2001. Live-Aufnahme von Pletnjows Debüt in der Carnegie Hall am 1. November 2000. |
| 2003 | Prokofiev 3 – Rachmaninov 3. Prokofjew: Klavierkonzert Nr. 3 in C-Dur op. 26; Rachmaninow: 3. Klavierkonzert d-Moll op. 30 mit dem RNO unter Mstislaw Rostropowitsch. CD, Deutsche Grammophon 2003. Aufnahme im September 2002 im Großen Saal des Moskauer Konservatoriums. |
| 2004 | Pjotr Tschaikowski: Große Sonate G-Dur op. 37 und Kinderalbum op. 39. CD, Moscow Studio Archives 2004. |
| 2004 | Edvard Grieg Lyric Pieces. CD, Moscow Studio Archives 2004. Aufnahme für Melodija im Jahr 1986. |
| 2004 | Michail Peltnjow: Arrangements aus Prokofjews Ballett Cinderella für zwei Klaviere; Maurice Ravel: Ma mère l’oye für Klavier zu vier Händen, Duettpartnerin: Martha Argerich. CD, Deutsche Grammophon 2004. Aufnahme im Théâtre de Vevey, Schweiz im August 2003. |
| 2004 | Pletnev plays Schumann. Robert Schumann: Études en forme de variations, Fantasie C-Dur op. 17, Klavierstücke 4 bis 8 aus Bunte Blätter op. 99 und Arabeske op. 18. CD, Deutsche Grammophon 2004. Aufnahme im Berliner Studio Teldex vom 19. bis 23. August 2003. |
| 2005 | Taneyev Chamber Music. Sergei Tanejew: Klavierquintett g-Moll op. 30 und Klaviertrio D-Dur op. 22 mit Lynn Harrell, Nobuko Imai, Vadim Repin, Ilya Gringolts und Peltnjow. CD, Deutsche Grammophon 2005. Aufnahme im Juli/August 2003. |
| 2005 | Tchaikovsky 18 Pieces. Tschaikowski: Achtzehn Stücke op. 72. CD, Deutsche Grammophon 2005. Aufnahme in der Tonhalle Zürich im Juni 2004. |
| 2007 | Ludwig van Beethoven: Klavierkonzert Nr. 1 C-Dur op. 15 und Klavierkonzert Nr. 3 c-Moll op. 37 mit dem RNO unter Christian Gansch. CD, Deutsche Grammophon 2007. Live-Aufnahme vom Beethovenfest in Bonn am 2. September 2006. |
| 2008 | Ludwig van Beethoven: Klavierkonzert Nr. 2 B-Dur op. 19 und Klavierkonzert Nr. 4 G-Dur op. 58 mit dem RNO unter Gansch. CD, Deutsche Grammophon 2008. Live-Aufnahme vom Beethovenfest am 2. und 3. September 2006. |
| 2008 | Ludwig van Beethoven: Klavierkonzert Nr. 5 op. 73 in Es-Dur mit dem RNO unter Gansch. CD, Deutsche Grammophon 2008. Live-Aufnahme vom Beethovenfest am 2. und 3. September 2006. |
| 2013 | Pletnev in Person. Beethoven: Sonate Nr. 2 A-Dur op. 2 Nr. 2; Bach/Busoni: Chaconne in d-Moll BWV 1004; Chopin/Liszt: Des Mädchens Wunsch Lied Nr. 1 aus 6 Chants polonais; Tschaikowski: Klavierstück Nr. 4 op. 19 und Charakterstück Nr. 4 op. 37b; Franz Schubert: Impromptus Nr. 2 in Es-Dur und Nr. 3 in Ges-Dur D 899 op. 90. CD, Onyx Classics 2013. Aufnahmen vom November 1996 in der Friedrich-Ebert-Halle Hamburg, Juni 1998 aus der Villa Senar und Juni 2005 vom Musiksaal im Stadtcasino Basel während sich Pletnjow vor und in den Pausen zu Deutsche Grammophon-Einspielungen mit dem jeweiligen Klavier vertraut macht. |
| 2018 | Verbier Festival. 25 Years of Excellence. U. a. mit dem Konzert für Klavier und Jazz-Orchester von Alexander Zfasman mit dem Verbier Festival Orchestra unter Kent Nagano. CD, Deutsche Grammophon 2018. Live-Aufnahme vom 4. August 2013. |
| 2018 | Recital of Mikhail Pletnev. Bach: Suite a-Moll BWV 818; Scarlatti: Klaviersonaten F-Dur K. 17, g-Moll K. 8, G-Dur K. 259 und D-Dur K. 96; Beethoven: Sonate Nr. 6 F-Dur op. 10 Nr. 2; Chopin: Sonate h-Moll op. 58, Nocturne F-Dur op. 15 Nr. 1, Valse As-Dur op. 64 Nr. 3, Valse F-Dur op. 34 Nr. 3 und Nocturne e-Moll op. 72 Nr. 1. Doppel-CD, Melodija 2018. Live-Aufnahme vom 20. Oktober 1979 aus dem Tschaikowski-Saal des Moskauer Konservatoriums. |
| 2018 | Verbier Festival 2018 – Chopin, Beethoven, Rachmaninoff, Moszkowski: Mikhail Pletnev, Beethoven: Rondo Nr. 1 op. 51 und Appassionata; Rachmaninow: Morceaux de fantaisie op. 3 Nr. 1, 2 und 4, Morceaux de Salon op. 10 Nr. 3 und 5, Préludes op. 23 Nr. 2, 4 und 5, Préludes op. 32 Nr. 8 und 12, Étude-Tableaux op. 39 Nr. 7 und Orientalische Skizze; Chopin: Nocturne in cis-Moll B. 49; Moszkowski: Étude de Virtuosité in As-Dur op. 72 Nr. 2. Streaming, Idagio 2018. Liveaufnahme vom 1. August 2018 in der Église de Verbier Station.                                                                                           |

|      | Aufnahmen der Orchesterdirigate nach Veröffentlichungsjahr geordnet: |
| 1991 | Pjotr Tschaikowski: Sinfonie Nr. 6 h-Moll op. 74 Pathétique und Slawische Marsch mit dem RNO. CD, Virgin Classics 1991. Aufnahme vom März 1991 in der Blackheath Concert Hall, London. |
| 1994 | Russian Overtures. Ouvertüren aus Glinkas Ruslan und Ljudmila, Glasunows Fürst Igor und Solennelle op. 73, Prokofjews Semjon Kotko, Kabalewskis Colas Breugnon, Rimski-Korsakows Die Zarenbraut und Mussorgskis Chowanschtschina sowie Schostakowitschs Festouvertüre op. 96 und Tschaikowskis Ouvertüre F-Dur mit dem RNO. CD, Deutsche Grammophon 1994. Aufnahme im November 1993 im Großen Saal des Moskauer Konservatoriums.   |
| 1994 | Pjotr Tschaikowski: Manfred-Sinfonie und Der Sturm f-Moll op. 18 mit dem RNO. CD, Deutsche Grammophon 1994. Aufnahme im November 1993 im Großen Saal des Moskauer Konservatoriums. |
| 1994 | Sergei Rachmaninow: Sinfonie Nr. 2 e-Moll op. 27 und Der Fels mit dem RNO. CD, Deutsche Grammophon 1994. Aufnahme im November 1993 im Großen Saal des Moskauer Konservatoriums. |
| 1995 | Sergei Prokofjew: Cinderella mit dem Russischen Nationalorchester. CD, Deutsche Grammophon 1995. Aufnahme im April 1994 im Großen Saal des Moskauer Konservatoriums. |
| 1996 | The Enchanted Kingdom. Ljadow: Baba-Jaga op. 56, Der verzauberte See op. 62 und Kikimora op. 63; Tscherepnin: Prelude pour la princesse lointaine op. 4 und Le Royaume enchanté op. 39; Rimski-Korsakow: Der goldene Hahn und Der Sturm f-Moll op. 18 mit dem RNO. CD, Deutsche Grammophon 1996. Aufnahme im April 1994 im Großen Saal des Moskauer Konservatoriums.                                                               |
| 1996 | Pjotr Tschaikowski: Sinfonien Winterträume, Kleinrussische, Polnische, Fatum, e-Moll op. 64 und Pathétique mit dem RNO. CD, Deutsche Grammophon 1996. Aufnahme im November 1995 im Großen Saal des Moskauer Konservatoriums. |
| 1997 | Sergei Prokofjew: Sinfonisches Konzert e-Moll für Violoncello und Orchester op. 125; Nikolai Mjaskowski: Violoncellokonzert c-moll op. 66, mit Mischa Maisky und dem RNO. CD, Deutsche Grammophon 1997. Aufnahme im November 1995 im Großen Saal des Moskauer Konservatoriums. |
| 1997 | Igor Strawinsky: Sinfonie Es-Dur op. 1 und Der Feuervogel. CD, Deutsche Grammophon 1997. Aufnahme im März 1996 im Großen Saal des Moskauer Konservatoriums. |
| 1997 | Meeting in Moskau. Glasunow: Violinkonzert a-Moll op. 82; Kabalewski: Violinkonzert C-Dur op. 48; Tschaikowski: Drei Stücke op. 42 Souvenir d’un lieu cher mit dem Solisten Gil Shaham und dem RNO. CD, Deutsche Grammophon 1997. Aufnahme im November 1995 im Großen Saal des Moskauer Konservatoriums. |
| 1998 | Sergei Rachmaninow: Sinfonie Nr. 3 a-Moll op. 44 und Sinfonischen Tänze op. 45 mit dem RNO. CD, Deutsche Grammophon 1998. Aufnahme im Januar 1997 im Großen Saal des Moskauer Konservatoriums. |
| 1999 | Alexander Skrjabin: 3. Sinfonie in c-Moll op. 43 und Le Poème de l’Extase mit dem RNO. CD, Deutsche Grammophon 1999. Aufnahme im März 1996 im Großen Saal des Moskauer Konservatoriums. |
| 2000 | Wolfgang Amadeus Mozart: Sinfonie Nr. 1 d-Moll op. 13; Michail Pletnjow: Transkript von Beethovens Violinkoncert op. 61 für Klarinette mit dem Solisten Michael Collins und dem RNO. CD, Deutsche Grammophon 2000. |
| 2000 | Sergei Rachmaninow: Klarinettenkonzert in A-Dur KV 622 und Die Toteninsel op. 29 mit dem RNO. CD, Deutsche Grammophon 2000. |
| 2000 | Pjotr Tschaikowski: Dornröschen op. 66; Michail Pletnjow: Transkript von Beethovens Violinkoncert op. 61 für Klarinette mit dem Solisten Michael Collins und dem RNO. CD, Deutsche Grammophon 2000. |
| 2001 | Rodion Schtschedrin: Carmen-Suite, Konzert Nr. 1 Freche Orchesterscherze und Konzert Nr. 2 Glockenklänge mit dem RNO. CD, Deutsche Grammophon 2001. Aufnahme im Februar und März 1998 im Großen Saal des Moskauer Konservatoriums. |
| 2006 | Dmitri Schostakowitsch: 11. Sinfonie in g-Moll op. 103 Das Jahr 1905 mit dem RNO. CD, PentaTone classics 2006. Aufnahme im Palais des Beaux-Arts de Bruxelles am 14. Februar 2005. |
| 2009 | Dmitri Schostakowitsch: Hamlet op. 32 und 15. Symphonie in A-Dur op. 141 mit dem RNO. CD, PentaTone classics 2009. Aufnahme im DZZ Studio 5, Moskau im März 2008. |
| 2009 | Michail Pletnjow: Fantasia Elvetica für 2 Klaviere und Orchester mit Martha Argerich, Alexander Mogilewski und dem Orchestra della Svizzera Italiana. CD, EMI classics 2009. Aufnahme vom 14. Juni 2008 in Lugano. |
| 2012 | Ludwig van Beethoven: 1. Sinfonie in C-Dur op. 21 und 3. Sinfonie in Es-Dur op. 55 mit dem RNO. CD, Deutsche Grammophon 2012. Aufnahme im Großen Saal des Moskauer Konservatoriums im Juni/Juli 2006. |
| 2012 | Ludwig van Beethoven: 2. Sinfonie in D-Dur op. 36 und 4. Sinfonie in B-Dur op. 60 mit dem RNO. CD, Deutsche Grammophon 2012. Aufnahme im Großen Saal des Moskauer Konservatoriums im Juni/Juli 2006. |
| 2012 | Ludwig van Beethoven: 5. Sinfonie c-Moll op. 67 und 7. Sinfonie in A-Dur op. 92 mit dem RNO. CD, Deutsche Grammophon 2012. Aufnahme im Großen Saal des Moskauer Konservatoriums im Juni/Juli 2006. |
| 2012 | Ludwig van Beethoven: 6. Sinfonie F-Dur op. 68 und 8. Sinfonie F-Dur op. 93 mit dem RNO. CD, Deutsche Grammophon 2012. Aufnahme im Großen Saal des Moskauer Konservatoriums im Juni/Juli 2006. |
| 2012 | Ludwig van Beethoven: 9. Sinfonie in d-Moll op. 125 und 8. Sinfonie F-Dur op. 93 mit den Solisten Marianna Tarassowa (Mezzosopran), Angela Denoke (Sopran), Endrik Wottrich (Tenor), Matthias Goerne (Bariton), dem Kammerchor des Moskauer Konservatoriums und dem RNO. CD, Deutsche Grammophon 2012. Aufnahme im Großen Saal des Moskauer Konservatoriums im Juni/Juli 2006.                                                     |
| 2015 | Tschaikowsky Symphonies Tschaikowski: Winterträume, Kleinrussische, Polnische, Fatum, 5. Sinfonie e-Moll op. 64 und Pathétique mit dem RNO. CD, PentaTone 2015. Aufnahme der 1. und der 2. Sinfonie im April 2011 und der Weiteren im Juni 2010 im DZZ Studio 5, Moskau. |
| 2015 | Alexander Skrjabin: 1. Sinfonie E-Dur op. 26 und Le Poème de l’Extase mit dem Kammerchor des Moskauer Konservatoriums unter Alexander Solowjow, den Solisten Svetlana Schilowa (Sopran), Mikhail Gubski (Tenor), Alexander Bruni (Violine), Vladislav Lavrik (Trompete) und dem RNO. CD, PentaTone 2015. Aufnahme im DZZ Studio 5, Moskau und einer Orgelzuspielung aus der St.-Ludwigs-Kirche in Berlin-Wilmersdorf im März 2014. |
| 2016 | Tschaikowsky Selektions Tschaikowski: Krönungsmarsch, Capriccio Italien, Francesca da Rimini, Ouvertüre Romeo und Julia und der Slawische Marsch mit dem RNO. CD, PentaTone 2016. Aufnahme im DZZ Studio 5, Moskau im Juni 2010. |
| 2017 | Chopin Evocations: U. a. mit Chopins 1. Klavierkonzert in e-Moll op. 11 und 2. Klavierkonzert f-Moll op. 21 in der von Pletnjow arragierter Orchestrierung mit Daniil Trifonow und dem Mahler Chamber Orchestra. CD, Deutsche Grammophon 2017. Aufnahme im Oktober 2017 im Konzerthaus Dortmund. |
| 2018 | Dmitri Schostakowitsch: 4. Sinfonie c-Moll op. 43 und 10. Sinfonie in e-Moll op. 93 mit dem RNO. CD, PentaTone classics 2018. Aufnahme vom 9. bis 16. Februar 2017 in der Philharmonia-2, Moskau. |

## Filme (Auswahl)
- Berlin Philharmonic. New Year’s Gala ’97. Konzertübertragung (1996), 85 Min., Aufnahmeleitung: Chris Alten, Nigel Boon und Marion Thiem, Produktion: ZDF, EuroArts Entertainment und Videal/Brilliant Media in Co-Produktion mit der Deutschen Grammophon, Deutschen Welle und NHK. DVD-Veröffentlichung am 10. März 2000 durch Arthaus Music, Inhaltsangabe von Arkiv Musik.
- Rachmaninoff – The Harvest of Sorrow. Dokumentarfilm (1998), 102 Min., Regie: Tony Palmer, Produktion: Calverdon Films Limited für NYC Arts in Kooperation mit dem NDR und Arte. DVD-Veröffentlichung im Jahr 1998 von NYC Arts und 2007 von der Werner Music Group.
- Europakonzert 2000. Konzertübertragung (2000), 115 Min., Aufnahmeleitung: Bob Coles, Produktion: EuroArts, Videal/Brilliant Media und Sender Freies Berlin. Live-Übertragung am 1. Mai 2000 im ARD, Blu-ray-disc-Veröffentlichung am 13. Januar 2014 durch EuroArts, Inhaltsangabe.
- All-Star Piano Extravaganza: The Verbier Festival Concert. Konzertfilm vom 22. Juli 2003, 100 Min., Aufnahmeleitung: Andy Sommer, Produktion: Arte und KQED. Erstausstrahlung in der Serie Greatest Performances (Season 31, Episode 12) des Public Broadcasting Service am 1. August 2004. DVD-Veröffentlichung unter dem Titel 10th Anniversary Piano Extravaganza am 12. Oktober 2004 durch Sony Classics, Inhaltsangabe von Discogs.
- Плетнев. Dokumentarfilm (2007), 100 Min., Regisseur: Jurja Borissow. Erstsendung auf Rossija K am 12. April 2012.
- Ein neuer Chopin: Daniil Trifonov & Mikhail Pletnev. Dokumentarfilm (2017), 52 Min., Regie: Christian Berger, Produktion: Bernhard Fleischer Moving Images in Co-Produktion mit ZDF/Arte, der Deutschen Welle und Deutschen Grammophon. Erstsendung am 23. Oktober 2017 auf Arte, Teil 1 und Teil 2 bereitgestellt von der Deutschen Welle.